# 基利菲

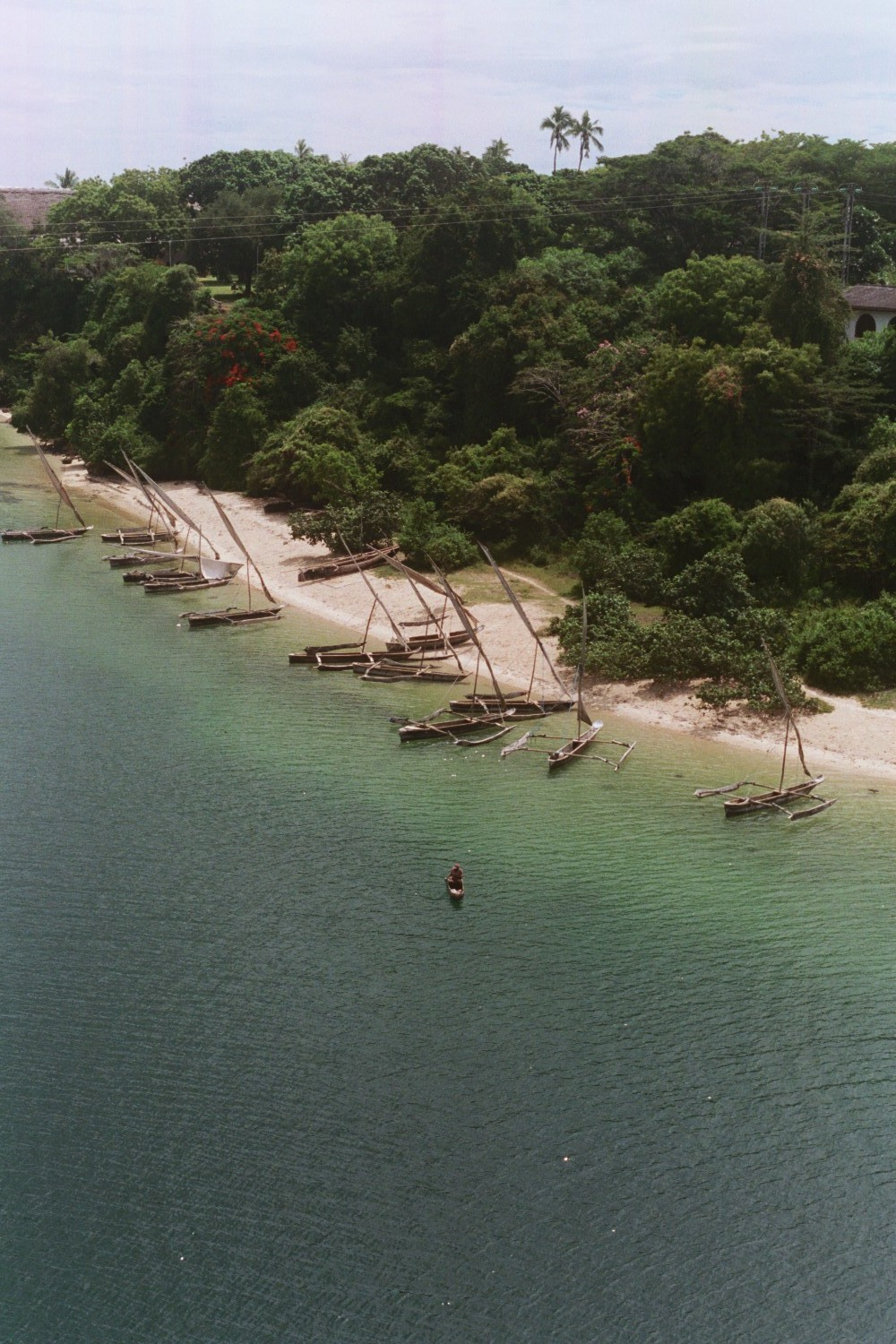
基利菲

基利菲是東非國家肯雅的城鎮，由濱海省負責管轄，位於該國東南部沿岸，距離蒙巴薩約80公里，鎮上有多個度假村，主要經濟活動是旅遊業，人口約31,000。
3°38′S 39°51′E / 3.633°S 39.850°E

## 外部連結
Information Guide Mtwapa City Kilifi District